# Long Way Down
Long Way Down est une série télévisée documentaire, un coffret DVD et un livre retraçant le voyage d'Ewan McGregor et de Charley Boorman depuis John o' Groats en Écosse jusqu'au Cap, à travers 18 pays d'Europe et d'Afrique en 2007. Il s'agit d'une suite au voyage Long Way Round de 2004 lors duquel Ewan McGregor et Charley Boorman ont voyagé vers l’est depuis London jusqu'à New York en passant par l’Eurasie et l’Amérique du Nord.
Le voyage commença le 12 mai 2007 et prit fin le 4 août 2007. Ils étaient accompagné par les mêmes équipiers que pour Long Way Round, dont le cadreur et photographe Claudio Von Planta et le cadreur Jimmy Simak, et les producteurs Russ Malkin et David Alexanian. De plus, ils décidèrent de voyager en permanence avec un docteur, Dai Jones, ainsi que l’agent de sécurité Jim Foster et plusieurs guides locaux ou interprètes durant le voyage. Ils conduisaient une BMW R1200GS Adventure, le modèle récent des motos R1150GS Adventure qu'ils conduisaient dans Long Way Round.
Comme dans leur précédent voyage, et lors de la course vers Dakar (Race to Dakar (en)) de Charley Boorman, Russ Malkin et sa société produisirent la série. Le documentaire basé sur le voyage fut diffusé sur BBC Two à partir du 28 octobre 2007. Des vidéoclips et des photos de l’aventure ont été diffusés en ligne par la BBC durant la production de la série.

## Matériel

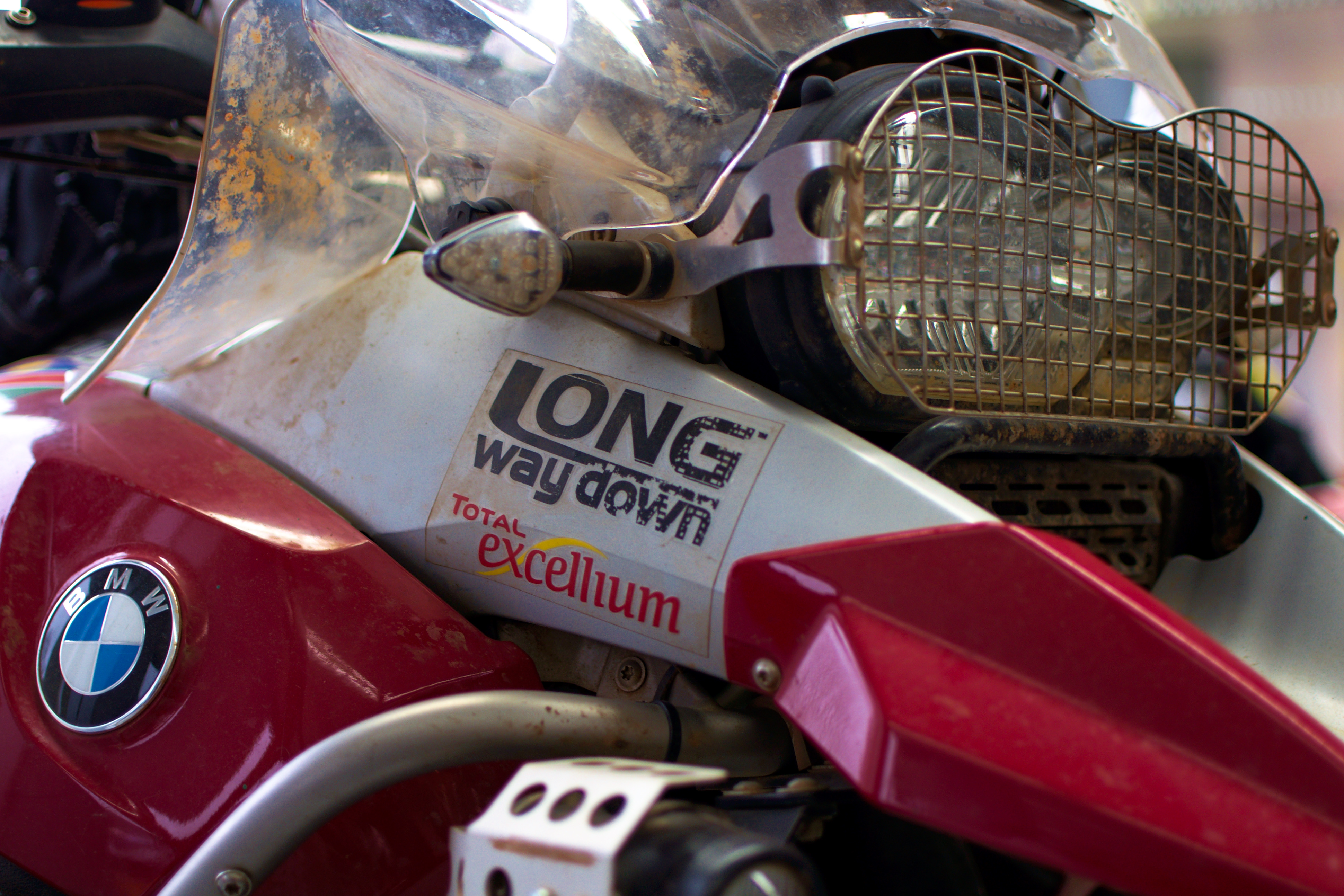
La moto de Charley Boorman.

## Trajet
L'équipe se rendit de son siège à Olympia (Londres) à John o' Groats à la pointe nord de l’Écosse, lieu de départ de l'expédition. Le début fut presque repoussé quand Boorman, énervé par un officier à l'aéroport de Londres Gatwick, fit un commentaire impromptu concernant les bombes. Il fut alors retenu pour un interrogatoire par la police locale. Après avoir été relâché sans que des charges ne soient retenues, Boorman pris un avion pour Inverness et le voyage pu commencer comme prévu. L'équipe prit quatre jours pour se rendre de John o' Groats à Londres en passant par la maison de famille de McGregor à Crieff et le circuit de Silverstone, où ils campèrent au milieu du circuit. Ils prirent le tunnel sous la Manche pour la France, et partirent vers le sud jusqu'en Italie. La partie européenne du voyage prit fin en Sicile, où ils prirent un ferry pour la Tunisie.
En Tunisie, McGregor et Boorman visitèrent le plateau de Star Wars (McGregor ne fut pas reconnu en dépit du fait qu'il y avait des photos de lui) et de là ils se rendirent en Libye. Cependant, le producteur américain David Alexanian et le cadreur Jimmy Simak n’ont pas pu obtenir les visas nécessaires et furent forcés de prendre l'avion depuis la Tunisie jusqu'en Égypte où ils rejoignirent l'équipe. Après avoir visité les pyramides, ils embarquèrent sur un ferry et se rendirent au Soudan, traversèrent l’Éthiopie puis le Kenya, où ils passèrent l’équateur. Depuis le Kenya, ils se sont rendus en Ouganda et au Rwanda, où ils eurent une audience avec le président Paul Kagame. Ils se rendirent ensuite en Tanzanie, puis au Malawi, ou ils furent rejoints par Eve, la femme d'Ewan McGregor. La dernière étape du voyage fit passer l’équipe en Zambie, en Namibie, au Botswana et enfin en Afrique du Sud. Le voyage prit fin au Cap des Aiguilles, le point le plus au sud du continent africain, à partir duquel ils furent accompagnés, jusqu'au Cap par une escorte de motards, similaire à celle qui les avait accompagnés à New York lors de Long Way Round.

### Autorités frontalières
Étant donné le nombre de pays traversés, l'équipe à du anticiper les délais et les problèmes posés par le passage des frontières, particulièrement en Afrique. Cependant, après leur expérience pour Long Way Round, lequel incluait des visas russes, une amende due à un tampon manquant et des délais de passage jusqu'à 12 heures, la principale préoccupation durant la préparation était le transit entre pays. Bien que les membres américains de l'équipe aient été empêchés d'entrer en Libye, cela a été anticipé à l'approche de la frontière. À leur arrivée en Tunisie, l'équipe a du soudoyer les autorités locales avec quelques bouteilles de vodka pour faciliter leur passage dans le pays, lequel ils pensaient être juste une étape de leur traversée de l'Afrique. Cependant, bien que des délais de quelques heures soient habituels, il y eut des problèmes plus significatifs pour passer certains points en se rapprochant du sud.

### Accidents et pannes
Bien qu'ils furent souvent surpris par la qualité des surfaces routières rencontrées en Afrique, certaines sections impliquaient de traverser des terrains sablonneux, cahoteux et difficiles, ainsi que de petites rivières et des zones boueuses. Les amortisseurs absorbèrent la majeure partie des chocs, McGregor et Claudio van Planta ayant cependant cassé leurs ressorts. Comme la seule pièce de rechange fut utilisée pour réparer la moto d'Ewan McGregor, Claudio von Planta dut utiliser les véhicules suiveurs pendant un certain temps, tandis que sa moto fut envoyée en réparation. McGregor et Von Planta sont aussi sortis de route en endommageant leur carrosserie, avec van Planta impliqué dans un accident plus sérieux sur une voie rapide en Afrique du Sud. Boorman a admis qu'il faisait un spectacle pour un petit garage au bord de la route, et qu'il a freiné sèchement pour faire une manœuvre. Von Planta, admettant qu'il roulait trop près, est tombé en tentant d'éviter une collision au dernier moment. Il a été secoué mais pas blessé. Sa moto a été sérieusement endommagée, et le documentaire sur la partie restante de son voyage vers Cape Agulhas n'inclus que les vidéos du véhicule suiveur et de la caméra de son casque, suggérant que sa moto n'a pas été utilisée au-delà. Eve, la femme de McGregor, qui n'a appris à rouler que pour la préparation du voyage, est tombée plusieurs fois sur des terrains sablonneux du Malawi et de la Zambie, apparemment sans blessure.

### Détail des étapes
Le point de départ est John o' Groats.

## Média

### Musique
La musique originale est du groupe gallois Stereophonics. Elle est identique à celle de Long Way Round sauf que le mot « round » est remplacé par « down ».
La bande son comporte un certain nombre de musiques provenant principalement des artistes de Real World Records. Le codirecteur de la photographie Jimmy Simak fut aussi le coordinateur de la musique.

### Diffusion
Les épisodes ont été diffusés pour la première fois aux dates suivantes :
- épisode 1 : 28 octobre 2007 ;
- épisode 2 : 4 novembre 2007 ;
- épisode 3 : 11 novembre 2007 ;
- épisode 4 : 18 novembre 2007 ;
- épisode 5 : 25 novembre 2007 ;
- épisode 6 : 2 décembre 2007.

## Sources

## Compléments